# Stanislav Fischer
Stanislav Fischer (* 30. listopadu 1936 Ledce) je český astrofyzik a politik, na přelomu 20. a 21. století poslanec Poslanecké sněmovny za KSČM, v roce 1998 kandidát KSČM na prezidenta ČR.

## Život
Narodil se roku 1936 ve vesnici Ledce na Kladensku. Otec Stanislava Fischera se živil jako soustružník. Rodina hospodařila na malých polnostech v okolí Ledec. Má syna Martina, který se věnuje ekonomice.

### Profesní kariéra
Vystudoval gymnázium ve Slaném a dále studoval na Matematicko-fyzikální fakultě UK a na fyzikální fakultě Moskevské státní univerzity, obor jaderná fyzika (specializoval se na kosmické záření). Je ženatý, jeho manželka pracuje jako lékařka a syn studoval na vysoké škole. Nyní bydlí v Praze.
Po ukončení studia pracoval na Lomnickém štítě ve Vysokých Tatrách. V této době se zúčastnil také VIII. sovětské antarktické expedice. Rok 1963 strávil na stanici Vostok. Další tři roky tak strávil absolvováním aspirantury v Moskvě, kterou ukončil obhajobou kandidátské disertace v roce 1968. Od roku 1969 se jako československý expert zúčastnil příprav družicových experimentů programu Interkosmos ve vedoucím týmu, ve kterém vedl experimenty ze začátku zaměřené na procesy v magnetosféře Země jako např. radiační pásy, průnik kosmického záření a na další jevy, mezi které patří např.: ozonová díra apod., později též výzkumy ve věci meziplanetárního prostoru. V letech 1970 až 1977 se zúčastnil přípravy startu čtyř umělých družic Země na sovětských kosmodromech Kapustin Jar a Pleseck.
Kosmickou fyzikou se zabýval i v 80. letech v Astronomickém ústavu dnešní Akademie věd České republiky, kde pracoval 26 let. V letech 1983 až 1990 byl zástupcem ředitele astronomického ústavu pro program Interkosmos a od roku 1980 se stal také na deset let vědeckým sekretářem Československé komise Interkosmos, z toho vyplynulo i mnoho účastí na mezinárodních jednáních a velké mezinárodní renomé nejen ve svém oboru. V 80. letech inicioval spolupráci na nově vytvořeném pracovišti v Řecku a USA. V letech 1992 a 1993 pracoval jeden rok v Polárním geofyzikálním ústavu Ruské akademie věd v Apatitech a v roce 1995 tři měsíce na univerzitě v Athénách. Stanislav Fischer byl také členem Mezinárodní astronautické akademie v Paříži, Mezinárodní astronomické unie, Evropské astronomické společnosti v Ženevě a Americké geofyzikální unie. Působil také v New York Academy of Science a v dalších vědeckých společnostech na různých koutech Země. Je nositelem stříbrné plakety Františka Křižíka za zásluhy v technických vědách.

### Politická kariéra
Členem KSČ se stal v roce 1957. Po roce 1968 mu bylo členství ukončeno, ale po čtyřech letech se do komunistické strany opět vrátil.
Ve volbách v roce 1998 byl zvolen do Poslanecké sněmovny za KSČM (volební obvod Praha). V letech 1998–2002 byl členem sněmovního výboru pro obranu a bezpečnost a výboru pro veřejnou správu, regionální rozvoj a životní prostředí. V letech 2000–2002 rovněž zasedal ve výboru pro evropskou integraci. Opětovně kandidoval i ve volbách v roce 2002. Nebyl zvolen, ale do parlamentu zasedl dodatečně v červenci 2004 jako náhradník. Ve sněmovně setrval do voleb v roce 2006. Zasedal ve výboru pro evropské záležitosti a ve výboru zahraničním.
V prezidentské volbě roku 1998 byl kandidátem KSČM na post prezidenta republiky.
V komunálních volbách roku 2002 byl zvolen do zastupitelstva rodné obce Ledce za KSČM. Profesně se uvádí jako důchodce.
V senátních volbách roku 1996 kandidoval neúspěšně za senátní obvod č. 16 - Beroun. Získal 13 % hlasů a nepostoupil do 2. kola volby. Zúčastnil se rovněž doplňovacích voleb do senátu v roce 1999 za senátní obvod č. 27 - Praha 1. Získal 5 % hlasů a nebyl zvolen.
Hovoří několika světovými jazyky – anglicky, německy, rusky a řecky.